# Coulée verte de la Pénétrante
La coulée verte de la Pénétrante ou coulée verte de Rennes est un espace vert situé entre la rocade et les prairies Saint-Martin dans les quartiers nord de Rennes, dans le département français d'Ille-et-Vilaine en région Bretagne. Prévu pour accueillir un axe routier dans les années 1980, le projet est abandonné face aux contestations des riverains et est désormais laissé tel quel avec sa végétation, lui attribuant le nom de coulée verte.

## Localisation

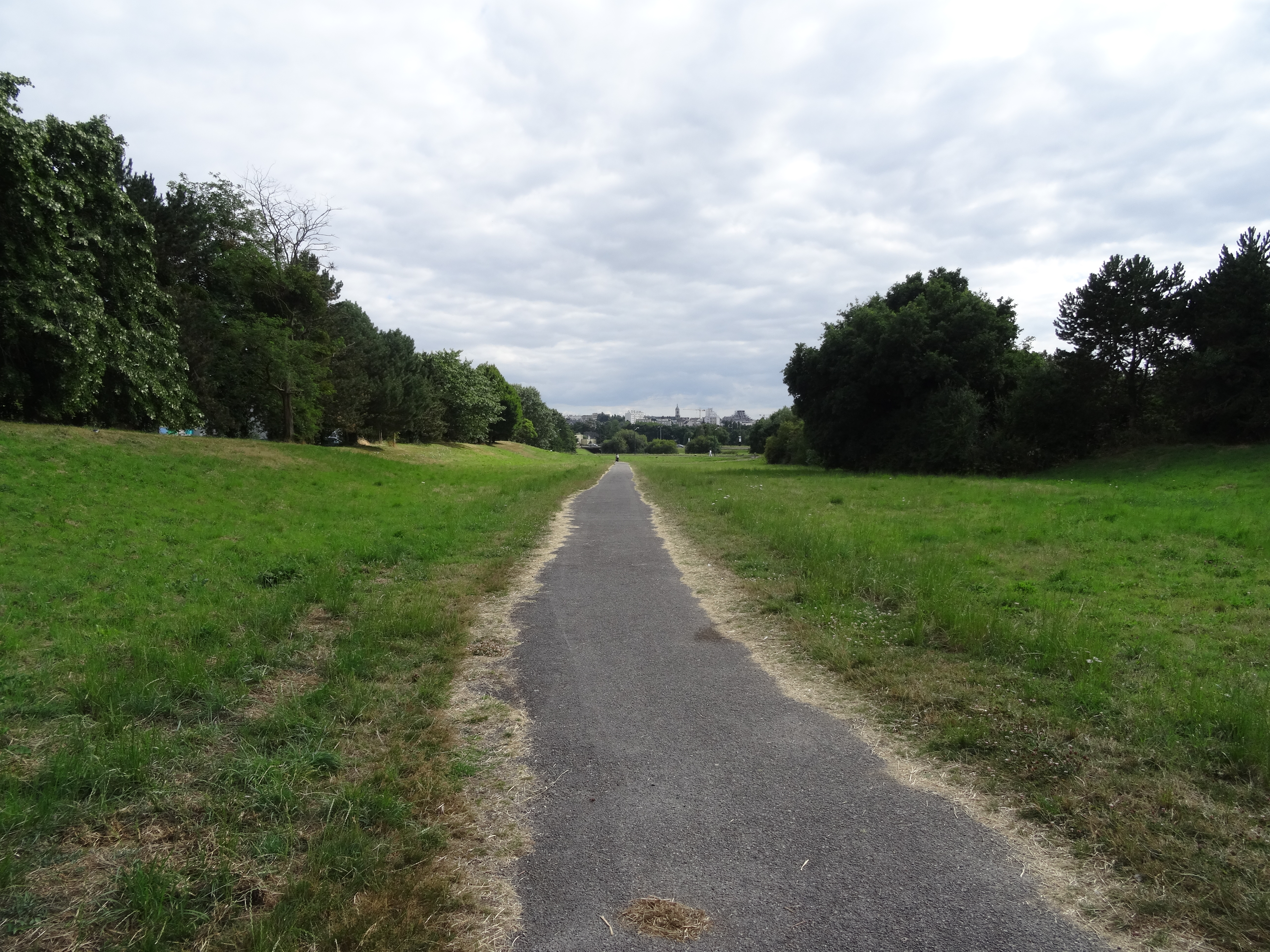
Vue de la coulée verte, avec le centre-ville au fond.

La coulée verte est une zone naturelle de 17 ha situé au Nord de Rennes, à l'Ouest du boulevard Général Georges S. Patton et à l'Est de la rue du Morbihan. Elle est délimitée au Nord par la rocade et au Sud par les prairies Saint-Martin. Cette zone a la particularité d'être 22 fois plus longue que large et d'être entièrement laissé à la végétation, d'où son appellation de coulée verte. Elle est traversée par l'avenue des Monts d'Arrée et la rue du Houx, ainsi qu'en aérien par le boulevard d'Armorique (laissant place à un passage souterrain dans la coulée) afin de permettre une circulation est-ouest dans la ville.
Des chemins de promenade y sont aménagés afin de permettre aux piétons et aux cyclistes de rejoindre le centre-ville, avec plusieurs bancs tout du long. Un terrain multi-sport y est également construit au premier semestre 2020 à proximité de l'avenue des Monts d'Arrée.

## Historique
En 1967, la municipalité retient le projet d'aménager une voie rapide dite pénétrante afin d'amener la circulation de la rocade nord au centre de la ville dans ce quartier peu habité. Ce projet a du sens à l'époque face à l'engorgement des routes du nord de la ville et face à la popularisation de la voiture. Quelques habitations furent supprimées afin de libérer le terrain.
En prévision de la rocade Nord, terminée au début des années 2000, le tracé de cette Pénétrante est finalisé en 1977. Cependant, face au mécontentement des habitants, l'agglomération abandonne le projet. Au fil des années, la végétation a repoussé sur le terrain abandonné, laissant place à une longue et large coulée verte. Deux vestiges de l'usage prévu sont encore visibles : un rond-point disproportionné au-dessus de la rocade à l'extrémité nord de la coulée verte, ainsi qu'un passage souterrain calibré pour une 2x2 voies sous le boulevard d'Armorique.
Dès 2003, la possibilité d'y implanter une voie de tramway est suggérée,. En 2006, la ville propose d'y installer un parking relais et une voie de bus mais les habitants s'y opposent de nouveau et l'espace est finalement restructuré afin d'en limiter l'entretien,.

En 2016, une œuvre y est installée, représentant un radis géant. En 2020, un nichoir monumental est érigé dans le cadre du projet artistique Muz Yer. Nommé "Georges Star", ce nichoir reprend les formes du restaurant universitaire l'Etoile, du campus de Beaulieu, et rend ainsi hommage à son architecte Georges Maillols.

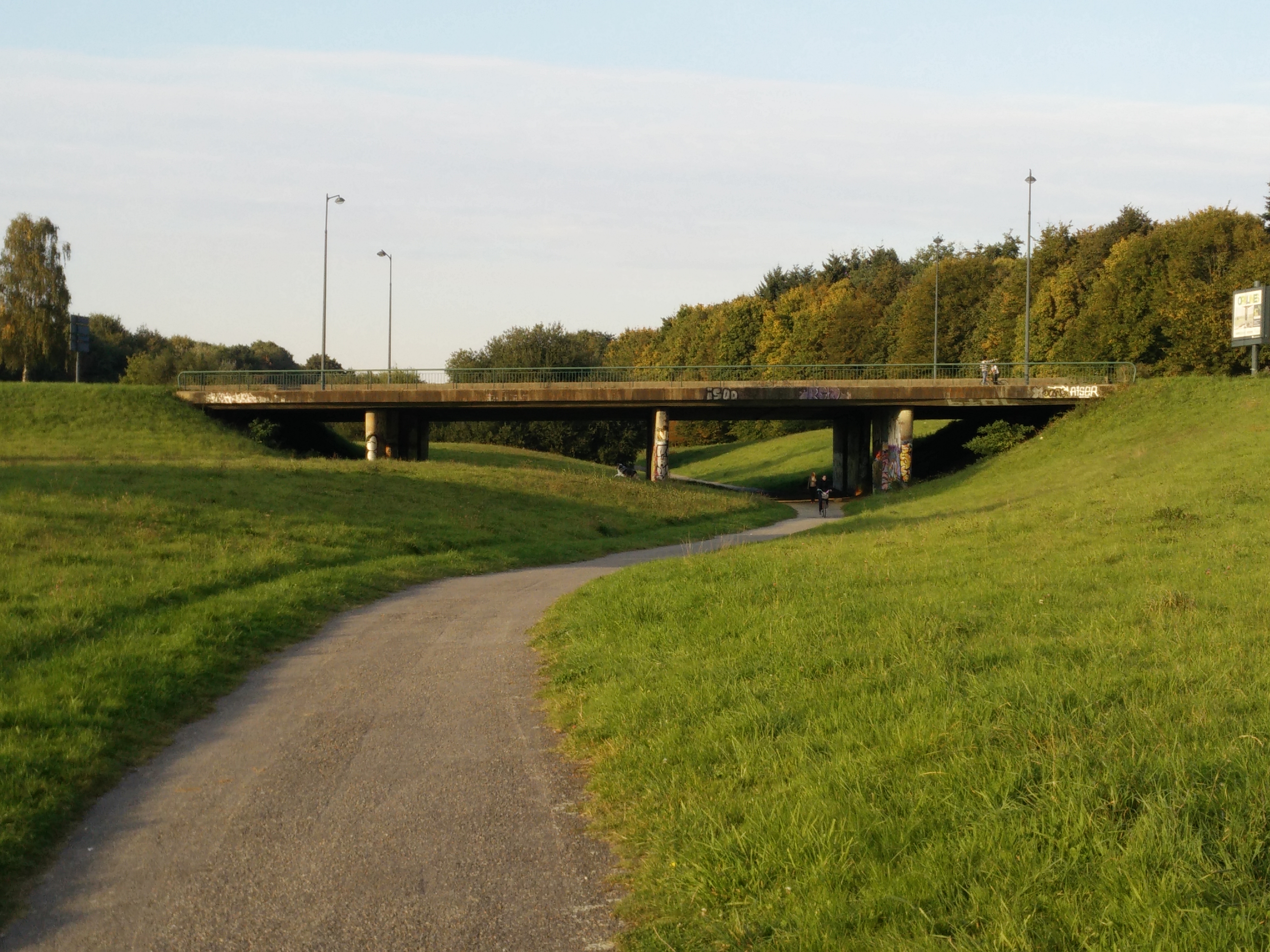
Vue du passage souterrain (face Sud)

Actuellement, l'emprise de la Pénétrante est une zone herbacée agrémentée de quelques arbres et parcourue de chemins piétonniers et cyclables.